# В безбрежности
«В безбрежности» («Лирика») — второй поэтический сборник К. Д. Бальмонта, вышедший в 1895 году в Москве и сыгравший, как признано, важнейшую роль в становлении русского символизма. Эпиграфом к книге были избраны слова Ф. Достоевского: «Землю целуй, и неустанно ненасытимо люби, всех люби, все люби, ищи восторга и исступления сего».

## История
Во втором сборнике «В безбрежности» получили своё развитие все основные тенденции, намеченные в предыдущем, «Под северным небом». «Я жить не могу настоящим… Я в неясном грядущем живу»; «В этой жизни смутной нас повсюду ждёт — за восторг минутный — долгой скорби гнёт», — таковы были главные мотивы книги:13.
Отмечалось, что сам уже заголовок сборника иллюстрировал стиль Бальмонта: поэт часто использовал, подчас изобретая отвлеченные, абстрактные, предельно обобщающие имена существительные с суффиксом -ость («безгласность», «беспредельность» и т. д.), развивая стилистику, ставшую во многом знаковой для символизма в целом и продиктованную желанием «…проникнуть в тайну Вселенной, в непостижимые разумом Высшие её начала».

## Отзывы критики
ЭСБЕ называл «В Безбрежности» (как и последовавший за ним, «Тишина») — самым «симпатичным» из поэтических книг поэта. «В них еще нет того невыносимого ломанья и самообожания, которые отталкивают читателя в дальнейших сборниках <Бальмонта> и, несомненно, ослабляют их художественное значение». Правда, и здесь «оды апатии» соседствуют с «пугающими признаниями», — отмечалось в статье.